# Phaeosacciales
Ordre
Les Phaeosacciales sont un ordre d’algues de l’embranchement des Ochrophyta et de la Classe des Phaeosacciophyceae.

## Liste des familles
Selon AlgaeBase (26 février 2022) :
- Phaeosacciaceae J.Feldmann, 1949
- Tetrasporopsidaceae R.A.Andersen, L.Graf & H.S.Yoon, 2020